# Antidotes (álbum)
Antidotes (en español: Antídotos) es el álbum de estudio debut de la banda de indie rock británica Foals. Fue publicado el 24 de marzo de 2008 a través de Transgressive Records en el Reino Unido, y posteriormente el 8 de abril de 2008 a través de Sub Pop en Estados Unidos.
El álbum fue grabado en Stay Gold Studios en Brooklyn durante el verano de 2007, y fue producido por Dave Sitek, integrante de TV on the Radio. No obstante, Foals remezcló el álbum en Londres, argumentando que habían hecho que sonara como si hubiese sido “grabado en el Gran Cañón”. En una entrevista con The Washington Post en 2008, el vocalista Yannis Philippakis aún expresaba insatisfacción con la mezcla final y el tipo de letra presente en la carátula.
El álbum debutó en el número tres en la lista UK Albums Chart. En los Estados Unidos, alcanzó la ubicación número 28 en Top Heatseekers, Pero falló en la lista de Billboard Top 200. Los cuatro sencillos promocionales fueron «Balloons», «Cassius», «Red Socks Pugie» y «Olympic Airways». La grabación de cada una de las partes fue poco convencional de muchas formas, en el ámbito de la percusión, fue grabada en cintas de casete y luego reprocesada junto con la parte vocal siendo cantada mientras se movía alrededor de la habitación y tocada con instrumentos de viento por los miembros de Antibalas Afrobeat Orchestra dirigida para no tocar directamente los micrófonos.
El álbum recibió en general "reseñas favorables" de los críticos.

## Antecedentes
Previo a la publicación del álbum, la banda había conseguido la atención de la prensa británica, expresando «temer [a la] fama» debido a las abrumantes expectativas que generaban. Algunas decisiones fueron polarizadas, como descartar sus canciones más populares «Hummer» y «Mathletics», priorizando la secuencia de las once canciones presentes en el álbum.
Debido a la feroz promoción, el periodista Kelefa Sanneh de The New York Times estuvo presente en un concierto suyo en Bowery Ballroom. En el artículo dedicado, expresa algunas razones de su creciente popularidad, como puntos de referencia aparece el sonido dance punk de Bloc Party y Battles, mientras que otras comparaciones suyas lo acercan a bandas locales de post-hardcore como Clikatat Ikatowi y All Scars.

## Lista de canciones
| N.º | Título                  | Duración |  |
| 1.  | «The French Open»       | 3:46     |  |
| 2.  | «Cassius»               | 3:50     |  |
| 3.  | «Red Socks Pugie»       | 5:09     |  |
| 4.  | «Olympic Airways»       | 4:19     |  |
| 5.  | «Electric Bloom»        | 4:55     |  |
| 6.  | «Balloons»              | 3:01     |  |
| 7.  | «Heavy Water»           | 4:32     |  |
| 8.  | «Two Steps, Twice»      | 4:39     |  |
| 9.  | «Big Big Love (Fig. 2)» | 5:47     |  |
| 10. | «Like Swimming»         | 1:58     |  |
| 11. | «Tron»                  | 4:48     |  |

### Canciones adicionales
| Bonus Tracks (Estados Unidos) |              |          |  |
| N.º                           | Título       | Duración |  |
| 12.                           | «Hummer»     | 2:56     |  |
| 13.                           | «Mathletics» | 3:09     |  |

| Bonus Tracks (Japón) |                  |          |  |
| N.º                  | Título           | Duración |  |
| 14.                  | «Brazil is Here» | 4:21     |  |

| Spotify Bonus Tracks |                  |          |  |
| N.º                  | Título           | Duración |  |
| 12.                  | «Brazil is here» | 4:22     |  |
| 13.                  | «Dearth»         | 3:02     |  |

| Tour Edition Bonus Tracks |                  |          |  |
| N.º                       | Título           | Duración |  |
| 12.                       | «Titan Arum»     |          |  |
| 13.                       | «Gold Gold Gold» | 5:50     |  |
| 14.                       | «Mathletics»     | 3:09     |  |
| 15.                       | «Hummer»         | 2:56     |  |

| UK Special Edition Bonus Disc |                                                                    |          |  |
| N.º                           | Título                                                             | Duración |  |
| 1.                            | «Hummer»                                                           | 2:59     |  |
| 2.                            | «Astronauts 'n' All»                                               | 3:11     |  |
| 3.                            | «Mathletics»                                                       | 3:11     |  |
| 4.                            | «Big Big Love (Fig. 1)»                                            | 4:41     |  |
| 5.                            | «XXXXX» (Live At Liars Club, Nottingham, Feb 10th 2007)            | 1:56     |  |
| 6.                            | «The French Open» (Live At Liars Club, Nottingham, Feb 10th 2007)  | 3:00     |  |
| 7.                            | «Balloons» (Live At Liars Club, Nottingham, Feb 10th 2007)         | 3:01     |  |
| 8.                            | «Two Steps, Twice» (Live At Liars Club, Nottingham, Feb 10th 2007) | 4:32     |  |
| 9.                            | «Mathletics» (Live At Liars Club, Nottingham, Feb 10th 2007)       | 3:21     |  |

## Posicionamientos en listas
| Listas (2008)                           | Mejor posición |
| --------------------------------------- | -------------- |
| Escocia (Scottish Albums)               | 5              |
| Estados Unidos (Heatseekers Albums)     | 28             |
| Francia (SNEP)                          | 84             |
| Japón (Billboard Japan Top Album Sales) | 77             |
| Países Bajos (Album Top 100)            | 99             |
| Reino Unido (UK Albums)                 | 3              |

## Certificaciones
| País (Certificador) | Certificación | Ventas certificadas |
| --- | ------------- | ------------------- |
| Reino Unido (BPI) | Oro           | 100 000^            |
| ^cifras de envíos basadas únicamente en la certificación xcifras no especificadas basadas únicamente en la certificación |               |                     |